# Samuel Anton Bach
Samuel Anton Bach (1713-1781) fue un organista alemán.
Hijo de Johann Ludwig Bach, nació en Meiningen. Ejerció como abogado y posteriormente, con las enseñanzas que le dio su padre, en 1746 aceptó el puesto de organista y canciller de Meiningen. Hizo en siguientes años una destacada carrera administrativa.